# Задача Лемера о функции Эйлера
Задача Лемера о функции Эйлера задаёт вопрос, существует ли какое-либо составное число n, такое, что функция Эйлера φ(n) делит n − 1.  Задача остаётся нерешённой.
Для любого простого числа n мы имеем {\displaystyle \varphi (n)=n-1}, так что {\displaystyle \varphi (n)} делит {\displaystyle n-1}.  Д. Г. Лемер в 1932 высказал гипотезу, что не существует составных чисел с таким свойством.

## Свойства
- Лемер показал, что если какое-либо решение n существует, оно должно быть нечётным, свободным от квадратов числом, делящимся на не менее чем на семь различных простых чисел (т.е. {\displaystyle \omega (n)\geqslant 7}). Такое число должно быть также числом Кармайкла.
- В 1980 Коэн и Хагис доказали, что для любого решения n задачи, {\displaystyle n>10^{20}} и  {\displaystyle \omega (n)\geqslant 14}[2].
- В 1988 Хагис показал, что если 3 делит любое решение n, то {\displaystyle n>10^{1937042}} и {\displaystyle \omega (n)\geqslant 298848}[3].
- Число решений задачи, меньших X, равно {\displaystyle O\left({X^{1/2}(\log X)^{3/4}}\right)}[4].
- В 2017 китайский любитель Шень Лисин написал две программы на языке C и нашёл около 21568 чисел Кармайкла (максимальный простой делитель равен 241921) с {\displaystyle \omega (n)=14} и 87 чисел Кармайкла с {\displaystyle \omega (n)=15} меньших 1026.[источник?] Ни одно из них не является решением для проблемы. Согласно предыдущим результатам  Ричарда Пинча[5] мы можем сказать, что {\displaystyle n>10^{26}}. На сайте он неверно поместил 21568 в столбец 1027.